# The Mandalorian (2.ª temporada)
A segunda temporada da série da série de televisão de streaming estadunidense The Mandalorian é protagonizada por Pedro Pascal como personagem-título, um caçador de recompensas que tenta devolver "A Criança" à sua casa. É parte da franquia Star Wars, ambientada após os eventos de Return of the Jedi (1983). A temporada foi produzida pela Lucasfilm, Fairview Entertainment e Golem Creations, com Jon Favreau atuando como showrunner.
O desenvolvimento de uma segunda temporada de The Mandalorian começou em julho de 2019, com Favreau procurando expandir o escopo da série e introduzir novos personagens; vários personagens da mídia anterior de Star Wars aparecem na temporada. As filmagens ocorreram de outubro de 2019 a março de 2020, terminando dias antes da pandemia de COVID-19 forçar o fechamento de produções de cinema e televisão. A pós-produção foi concluída remotamente, incluindo a gravação da partitura do compositor Ludwig Göransson.
A temporada de oito episódios estreou no serviço de streaming Disney+ em 30 de outubro de 2020. Uma terceira temporada foi confirmada em abril de 2020.

## Episódios
| N.º na série | N.º na temp. | Título                                                     | Dirigido por        | Escrito por   | Exibição original      |
| --- | ------------ | ---------------------------------------------------------- | ------------------- | ------------- | ---------------------- |
| 9 | 1            | "Chapter 9: The Marshal" "(Capítulo 9: O Xerife)"          | Jon Favreau         | Jon Favreau   | 30 de outubro de 2020  |
| O Mandaloriano foi encarregado de devolver sua carga, uma criança, ao seu povo, os Jedi. Ele começa a procurar outros Mandalorianos que ele acredita que podem ajudá-lo a encontrar os Jedi, e é direcionado a um suposto Mandaloriano operando na cidade de Mos Pelgo, em Tatooine. Lá ele descobre que não há Mandaloriano em Mos Pelgo, mas é confrontado pelo marechal Cobb Vanth que usa uma armadura Mandaloriana. Vanth explica que ele libertou sua cidade do controle do Coletivo de Mineração usando esta armadura, que ele comprou de Jawas no deserto. A cidade agora é freqüentemente atacada por um dragão krayt. Vanth concorda em devolver a armadura Mandaloriana ao seu povo em troca de ajuda para matar o dragão krayt. O Mandaloriano consegue um acordo entre os moradores de Mos Pelgo e um clã local de Tusken Raiders para trabalharem juntos para matar o dragão krayt em troca da paz entre os grupos. Eles atraem o dragão krayt, que é finalmente morto pelo Mandaloriano. Ele sai com a armadura de Vanth, observado por uma figura com cicatrizes.                                               |              |                                                            |                     |               |                        |
| 10 | 2            | "Chapter 10: The Passenger" "(Capítulo 10: A Passageira)"  | Peyton Reed         | Jon Favreau   | 6 de novembro de 2020  |
| O Mandaloriano concorda em levar uma Mulher Sapo e seus ovos de Tatooine para a lua do estuário Trask, onde seu marido fertilizará os ovos, em troca de informações sobre outros Mandalorianos. Devido à fragilidade dos ovos, eles devem viajar em velocidades lentas "sub-leves". Em sua jornada, eles são confrontados por lutadores X-wing que forçam o Mandalorian a um planeta gelado próximo porque ele é procurado pela Nova República por seu papel em uma fuga da prisão; ele aterrissa no planeta. Enquanto o Mandaloriano conserta o navio, a criança tropeça em vários ovos dentro de uma caverna de gelo que eclode para revelar um enxame de criaturas semelhantes a aranhas. O Mandalorian, a criança e o passageiro estão presos na Razor Crest, a nave do Mandalorian, até que os pilotos do asa-X os encontrem e matem as criaturas. Eles explicam que, como o Mandaloriano ajudou a prender seus cúmplices na fuga da prisão, eles retirarão o mandado de prisão e o deixarão com um aviso. Depois que o Mandaloriano termina os reparos, o esfarrapado Razor Crest decola e retoma sua jornada para Trask. |              |                                                            |                     |               |                        |
| 11 | 3            | "Chapter 11: The Heiress" "(Capítulo 11: A Herdeira)"      | Bryce Dallas Howard | Jon Favreau   | 13 de novembro de 2020 |
| Uma vez em Trask, a Senhora Sapo se reúne com seu marido e os Mandalorianos embarcam em um navio de pesca seguindo uma pista que ele tinha sobre outros Mandalorianos, que se revela como uma emboscada. Eles são resgatados por três outros Mandalorianos cujo líder, Bo-Katan Kryze, pede sua ajuda para apreender armas de um cargueiro imperial em troca de informações sobre os Jedi. Após embarcar no navio, Bo-Katan revela que seu principal objetivo é capturar o navio junto com as armas para seu esforço de guerra para reconquistar Mandalore, e percebendo isso, Gideon instrui o capitão a quebrar o navio. Seus esforços são interrompidos por Bo-Katan, que o questiona sobre o paradeiro do Sabre Sombrio, mas o capitão comete suicídio. Bo-Katan oferece ao Mandaloriano um lugar em suas fileiras, mas ele se recusa e ela o instrui a encontrar o Jedi Ahsoka Tano na cidade de Calodan, no planeta florestal de Corvus. Com o Razor Crest parcialmente reparado, o Mandaloriano e a criança partem de Trask para continuar sua jornada.                                                                  |              |                                                            |                     |               |                        |
| 12 | 4            | "Chapter 12: The Siege" "(Capítulo 12: O Cerco)"           | Carl Weathers       | Jon Favreau   | 20 de novembro de 2020 |
| A Razor Crest requer mais reparos antes de chegar a Corvus, então o Mandalorian e a criança fazem um desvio para Nevarro, onde são reunidos com seus aliados Cara Dune e Greef Karga. Enquanto o Razor Crest está sendo reparado, o Mandaloriano vê o quanto as coisas melhoraram em Nevarro desde a última vez que ele esteve lá, sob a supervisão de Karga como magistrado e Dune como marechal. O último desafio que eles enfrentam é uma base imperial remanescente no planeta, e o Mandaloriano concorda em ajudá-los a destruí-la. Dentro da base, eles descobrem que ela foi usada para experiências sem sucesso com o sangue da criança, que tem uma alta contagem M. Eles destroem a base e escapam perseguidos por stormtroopers em bicicletas speeder e caças TIE. Dune e Karga conseguem parar as motos speeder enquanto o Mandaloriano destrói os caças TIE com o Razor Crest reparado. O Mandaloriano e a Criança partem para Corvus, sem saber que um espião Imperial plantou um rastreador na Crista Navalha para Moff Gideon.                                                                                  |              |                                                            |                     |               |                        |
| 13 | 5            | "Chapter 13: The Jedi" "(Capítulo 13: A Jedi)"             | Dave Filoni         | Dave Filoni   | 27 de novembro de 2020 |
| O Mandaloriano e a criança chegam à cidade de Calodan no planeta Corvus para encontrar a população que vive com medo do magistrado da cidade, Morgan Elsbeth, e seus guardas, incluindo um mercenário contratado chamado Lang. Elsbeth se oferece para dar ao Mandaloriano uma lança de aço Beskar em troca de matar Ahsoka. O Mandaloriano encontra Ahsoka fora da cidade e apresenta a criança a ela. Usando A Força, Ahsoka determina que o nome da Criança é Grogu, e que ela começou a treinar como Jedi antes da ascensão do Império. Ela concorda em continuar seu treinamento se o Mandaloriano ajudar a derrotar Elsbeth. Eles dominam os guardas, libertam os cidadãos e o Mandaloriano mata Lang. Ahsoka confronta Elsbeth e exige saber o paradeiro de seu mestre, o Grande Almirante Thrawn. Depois disso, Ahsoka se recusa a treinar Grogu devido à sua forte ligação com o Mandaloriano. Em vez disso, ela os direciona a um antigo templo no planeta Tython, onde Grogu pode usar a Força para decidir seu próprio destino. Ela também dá a lança para o Mandaloriano.                                          |              |                                                            |                     |               |                        |
| 14 | 6            | "Chapter 14: The Tragedy" "(Capítulo 14: A Tragédia)"      | Robert Rodriguez    | Jon Favreau   | 4 de dezembro de 2020  |
| O Mandaloriano leva Grogu ao antigo templo em Tython e o coloca na pedra da visão, no centro. Grogu começa a meditar e é cercado por um campo de energia protetor. Boba Fett logo chega com a mercenária Fennec Shand, que o Mandaloriano havia deixado morta em Tatooine. Fett explica que a armadura usada por Cobb Vanth pertence a ele, já que seu pai, Jango, era um enjeitado Mandaloriano. Mando concorda em devolver a armadura em troca da segurança de Grogu, assim que Moff Gideon chega e envia tropas de choque para atacar o grupo. Fett, Fennec e o Mandaloriano são capazes de combater os Stormtroopers, mas Gideon destrói a Razor Crest da órbita antes de enviar os Dark Troopers para capturar Grogu. Eles o levam assim que ele termina de meditar e o campo de energia desaparece. Para honrar o acordo, Fett e Fennec prometem ajudar Mando a trazer Grogu de volta. Eles viajam na nave "Slave I" de Fett para Navarro e pedem a ajuda de Cara Dune para tirar o criminoso Migs Mayfeld da prisão da Nova República.                                                                                   |              |                                                            |                     |               |                        |
| 15 | 7            | "Chapter 15: The Believer" "(Capítulo 15: O Que Acredita)" | Rick Famuyiwa       | Rick Famuyiwa | 11 de dezembro de 2020 |
| Migs Mayfeld, libertado de uma prisão da Nova República por Cara Dune, parte para Morak, um centro secreto de mineração imperial, junto com o Mandaloriano, Boba Fett, Fennec Shand e Cara para encontrar as coordenadas do cruzador estelar imperial de Moff Gideon usando um terminal localizado nas instalações. Eles sequestram um transporte de rhydonium e conseguem chegar às instalações de mineração, defendendo-se dos ataques de piratas. O Mandaloriano obtém as coordenadas do terminal, mas tem que mostrar seu rosto para ser escaneado pela máquina para fazer isso. Eles escapam da instalação com a ajuda de Cara e Fennec e são extraídos por Boba Fett. Mayfeld é então solto por Cara e eles então interceptam a nave de Moff Gideon para resgatar Grogu. |              |                                                            |                     |               |                        |
| 16 | 8            | "Chapter 16: The Rescue" "(Capítulo 16: O Resgate)"        | Peyton Reed         | Jon Favreau   | 18 de dezembro de 2020 |
| Bo-Katan e sua companheira Mandaloriano, Koska Reeves, concordam em ajudar a resgatar Grogu em troca de Bo-Katan conseguir o Sabre Negro de Gideon e o Mandaloriano considerando sua oferta para ajudá-los a libertar Mandalore. O grupo sequestra o Dr. Pershing e usa sua nave para chegar perto o suficiente para aterrissar no cruzador de Gideon, com Fett fingindo atacá-los na Slave I antes de atacar os Imperiais. Bo-Katan, Koska, Fennec e Dune lutam contra Stormtroopers até a ponte do cruzador. Enquanto isso, o Mandaloriano encontra os Darktroopers, derrota um deles com a lança Beskar e ejeta o resto no espaço. Ele luta contra Gideon com a lança e domina o Moff, tornando-o o novo proprietário legítimo do Sabre Negro. Os DarkTroopers retornam, mas são todos destruídos por Luke Skywalker, um Jedi que Grogu havia contatado em Tython. O Mandaloriano dá permissão a Grogu para ir com Skywalker para completar seu treinamento. Mais tarde, Fett e Fennec viajam para o Palácio de Jabba em Tatooine, onde Fett mata Bib Fortuna e reivindica o trono de Jabba.                                 |              |                                                            |                     |               |                        |

## Elenco e personagens
| - Pedro Pascal como Din Djarin - Grogu / "A Criança" | - Amy Sedaris como Peli Motto - Temuera Morrison como Boba Fett - Misty Rosas como Frog Lady - Giancarlo Esposito como Moff Gideon - Gina Carano como Cara Dune - Ming-Na Wen como Fennec Shand | - John Leguizamo como a voz de Gor Koresh - Timothy Olyphant como Cobb Vanth - Richard Ayoade como a voz de Q9-0 - Katee Sackhoff como Bo-Katan Kryze - Sasha Banks como Koska Reeves - Simon Kassianides como Axe Woves - Titus Welliver como um Capitão Imperial - Carl Weathers como Greef Karga - Horatio Sanz como um Mythrol - Omid Abtahi como Dr. Pershing - Michael Biehn como Lang - Rosario Dawson como Ahsoka Tano - Diana Lee Inosanto como Morgan Elsbeth - Bill Burr como Migs Mayfeld - Mark Hamill como Luke Skywalker |

## Produção

### Desenvolvimento
Em julho de 2019, o criador e showrunner de The Mandalorian, Jon Favreau, confirmou que haveria uma segunda temporada da série. Ele já havia começado a escrever a nova temporada e a pré-produção estava em andamento. Consiste em oito episódios. Houve menos custos iniciais para a segunda temporada, permitindo que mais do orçamento da temporada fosse alocado para cada episódio do que foi possível durante a primeira temporada. O CEO da Disney, Bob Iger, anunciou em fevereiro de 2020 que a segunda temporada estrearia em outubro.
Rick Famuyiwa estava voltando como diretor em agosto de 2019, mas não se esperava que Taika Waititi voltasse devido a um conflito de agenda com seu filme Next Goal Wins. Um mês depois, Favreau disse que iria dirigir um episódio da segunda temporada, depois de não poder dirigir nenhuma das primeiras devido a seus compromissos com O Rei Leão (2019). No final de outubro, Carl Weathers foi confirmado para dirigir a temporada; Favreau tinha prometido que Weathers poderia dirigir um episódio da segunda temporada ao contratar o ator para co-estrelar na primeira temporada. Dave Filoni havia retornado como diretor para a segunda temporada em março de 2020. Em 4 de maio, Star Wars Day, Robert Rodriguez e Peyton Reed revelaram que eles também dirigiram episódios da segunda temporada. Rodriguez não foi originalmente planejado para dirigir na temporada, entrando como um substituto de última hora. Em junho daquele ano, Bryce Dallas Howard revelou que ela também havia retornado para dirigir um episódio da segunda temporada.

### Roteiro
A temporada começa "muito diretamente" após o final da primeira temporada, com os Mandalorianos protegendo "A Criança" e procurando por seu lar. Favreau disse que a segunda temporada introduziria uma história maior, com os episódios sendo "menos isolados" do que muitos dos episódios da primeira temporada, embora ele tenha dito que cada episódio da segunda temporada ainda terá "seu próprio sabor". Ele acrescentou que os novos personagens introduzidos na segunda temporada viriam com novos enredos, permitindo à série começar a explorar outras histórias além dos Mandalorianos. Favreau foi inspirado pelas múltiplas tramas diferentes de Game of Thrones, uma abordagem que ele descreveu como "muito atraente para mim como membro da audiência".

### Elenco
Pedro Pascal estrela a série como Din Djarin, o Mandaloriano. Também retornando da primeira temporada como participações recorrentes Giancarlo Esposito como Moff Gideon e Gina Carano como Cara Dune, também retornam Amy Sedaris como Peli Motto, Carl Weathers como Greef Karga, Horatio Sanz como um Mythrol, Omid Abtahi como Dr. Pershing, e Ming-Na Wen como Fennec Shand.
Em março de 2020, Rosario Dawson estava aparecendo como Ahsoka Tano na segunda temporada. Isso marcaria a primeira aparição live-action da personagem depois de aparecer anteriormente na série de animação Star Wars: The Clone Wars e Star Wars Rebels e ter um papel apenas com voz no filme Star Wars: The Rise of Skywalker (2019); o personagem foi dublado por Ashley Eckstein nessas aparições. Dawson já havia manifestado interesse em assumir o papel em live-action depois que seu elenco foi sugerido por um fã em fevereiro de 2017. Também em março, Michael Biehn se juntou ao elenco da segunda temporada como Lang , um executor. Em maio daquele ano, Temuera Morrison foi definido para repetir seu papel como Boba Fett na segunda temporada. Morrison interpretou o pai de Boba, Jango Fett, em Star Wars: Episódio II - Ataque dos Clones (2002), e passou a fornecer a voz de Boba em várias mídias de Star Wars. Antes do envolvimento de Morrison ser confirmado, a armadura do personagem apareceu brevemente no episódio da primeira temporada "Capítulo 5: O Pistoleiro" usado por um personagem desconhecido. Também em maio, foi revelado que Katee Sackhoff estava reprisando seu papel de Bo-Katan Kryze na segunda temporada, depois de dublar a personagem em The Clone Wars e Rebels, e Timothy Olyphant foi revelado para estar na temporada também. Ele retrata Cobb Vanth, um personagem dos romances Star Wars: Aftermath que usa a armadura de Boba Fett. Em setembro de 2020, foi revelado que Mercedes Varnado foi escalada para a temporada; ela aparece como a Mandaloriana Koska Reeves, um membro do Nite Owls. No final da temporada, o personagem Luke Skywalker aparece junto com seu andróide R2-D2; Mark Hamill repete seu papel dos filmes Star Wars, digitalmente reduzidos para retratar uma versão mais jovem de Skywalker, com Max Lloyd Jones servindo como dublê de corpo do personagem no set. Além disso, Matthew Wood reprisa seu papel no filme Star Wars de Bib Fortuna no final.
Filoni repete seu papel como piloto de X-Wing Trapper Wolf, enquanto Paul Sun-Hyung Lee interpreta o piloto Carson Teva. Horatio Sanz também retorna como um Mythrol da primeira temporada.

### Filmagens
As capacidades da tecnologia StageCraft da Industrial Light & Magic foram aumentadas desde a primeira temporada, com o conjunto de "volume" também expandido para a temporada. As filmagens da temporada começaram em 7 de outubro de 2019, com Favreau dirigindo a estreia da temporada. Houve um "segredo elevado" em torno da segunda temporada, com os atores apenas recebendo os roteiros dos episódios em que estavam e sendo trazidos para o cenário em capas encapuzadas. Como fez na primeira temporada, o criador de Star Wars, George Lucas visitou o set enquanto Filoni dirigia a segunda temporada. Sam Hargrave atuou como diretor de segunda unidade na temporada. Hargrave disse que Favreau estava "procurando alguém ... que tivesse experiência com ação" e que ele "queria desenvolver" o que foi feito na primeira temporada, trazendo "uma nova perspectiva e [levando] a outro nível" para segunda temporada. Pascal foi capaz de retratar o Mandaloriano mais no set nesta temporada do que na última, quando seus outros compromissos resultaram em dublês Brendan Wayne e Lateef Crowder retratando o personagem às vezes. Wayne voltou para a temporada. As filmagens para a temporada terminaram em 8 de março de 2020. Isso foi descrito como "fortuito", pois se passaram apenas quatro dias antes que as produções de cinema e televisão em todo o mundo fossem encerradas devido à pandemia de COVID-19. Apesar disso, a pandemia ainda teria um impacto na pós-produção da temporada.

### Música
Ludwig Göransson retém alguns dos temas musicais que introduziu na primeira temporada, enquanto cria novos com novos sons e ideias. Na temporada, Göransson sentiu que estava usando o tema principal "em muitas iterações novas e diferentes". O maior desafio para a equipe de pós-produção da temporada foi registrar a partitura orquestral de Göransson durante a pandemia de COVID-19. A série foi uma das primeiras a usar o estágio de pontuação da 20th Century Fox, quando permitiu que as gravações ocorressem novamente. 30 músicos de instrumentos de cordas foram gravados nos primeiros sete episódios, com os músicos usando máscaras e espaçados a dois metros de distância. O episódio final aumentou o número de músicos de cordas para 40, ao mesmo tempo que acrescentou mais de uma dúzia de músicos de sopro e metais. Para cumprir os regulamentos de saúde e as regras do sindicato dos músicos, as cordas eram gravadas em dias separados dos metais e sopros. Músicos adicionais foram gravados remotamente e combinados com as gravações do palco de pontuação. A gravação aconteceu de julho a setembro de 2020. A Walt Disney Records deverá lançar uma trilha sonora para a segunda temporada em novembro de 2020.
Ao contrário da primeira temporada, onde um álbum de música foi lançado para cada episódio, Walt Disney Records lançou a trilha sonora da segunda temporada em dois volumes: a música do "Capítulo 9" até o "Capítulo 12" foi lançada em 20 de novembro de 2020, com uma segunda trilha sonora de "Capítulo 13" a "Capítulo 16" lançado em 18 de dezembro de 2020.
Todas as faixas escritas e compostas por Ludwig Göransson. 
| The Mandalorian: Season 2 – Vol. 1 (Chapters 9–12) [Original Score] |                             |         |  |
| N.º                                                                 | Título                      | Duração |  |
| 1.                                                                  | "Mando Is Back"             | 4:04    |  |
| 2.                                                                  | "Enjoy the Fights"          | 2:55    |  |
| 3.                                                                  | "The Marshal's Tale"        | 6:05    |  |
| 4.                                                                  | "Tusken Raiders"            | 3:18    |  |
| 5.                                                                  | "Get the Child"             | 2:06    |  |
| 6.                                                                  | "Beneath the Ice"           | 5:25    |  |
| 7.                                                                  | "Snacks"                    | 2:46    |  |
| 8.                                                                  | "Reunited"                  | 1:40    |  |
| 9.                                                                  | "Ship o hoj, Mandalorians!" | 7:59    |  |
| 10.                                                                 | "Long Live the Empire"      | 4:05    |  |
| 11.                                                                 | "Back Together"             | 2:19    |  |
| 12.                                                                 | "Experiment"                | 5:16    |  |
| 13.                                                                 | "Quite a Soldier"           | 2:46    |  |

| The Mandalorian: Season 2 – Vol. 2 (Chapters 13–16) [Original Score] |                            |         |  |
| N.º                                                                  | Título                     | Duração |  |
| 1.                                                                   | "The Sorcerer"             | 3:32    |  |
| 2.                                                                   | "The Story"                | 6:48    |  |
| 3.                                                                   | "A Mandalorian and a Jedi" | 1:57    |  |
| 4.                                                                   | "Ahsoka Lives"             | 3:43    |  |
| 5.                                                                   | "The Seeing Stone"         | 2:12    |  |
| 6.                                                                   | "Capture the Flag"         | 5:38    |  |
| 7.                                                                   | "The Armor"                | 2:43    |  |
| 8.                                                                   | "Invaders on Their Land"   | 2:48    |  |
| 9.                                                                   | "Brown Eyes"               | 2:51    |  |
| 10.                                                                  | "Rest in Peace"            | 2:44    |  |
| 11.                                                                  | "Activated"                | 6:08    |  |
| 12.                                                                  | "The Sword"                | 3:07    |  |
| 13.                                                                  | "Troopers"                 | 2:33    |  |
| 14.                                                                  | "A Friend"                 | 3:52    |  |
| 15.                                                                  | "Open the Door"            | 4:52    |  |
| 16.                                                                  | "Come with Me"             | 2:45    |  |

## Marketing
O primeiro trailer da temporada foi lançado em 15 de setembro de 2020, enquanto um trailer de aparência especial estreou em 19 de outubro de 2020 durante o Monday Night Football. Mercadorias para a temporada foram reveladas todas as segundas-feiras, de 26 de outubro a 21 de dezembro de 2020, como parte da iniciativa "Mando Mondays".

## Lançamento
A temporada estreou no serviço de streaming Disney+ em 30 de outubro de 2020.

## Recepção
| - 2.ª temporada (2020): Porcentagem de avaliações positivas rastreadas pelo site Rotten Tomatoes | |
|                                                                                                  | Esta página contém um gráfico que utiliza a extensão <graph>. A extensão está temporariamente indisponível e será reativada quando possível. Para mais informações, consulte o ticket T334940. |

A avaliação do site Rotten Tomatoes deu para a temporada um índice de 91% de aprovação dos críticos e com uma classificação média de 7,79/10, com base em 101 resenhas. O Metacritic, que usa uma média ponderada, atribuiu uma pontuação de 76/100 com base em 14 resenhas, indicando "avaliações geralmente favoráveis".

## Série documental
Em novembro de 2020, foi revelado que uma segunda temporada da série de documentários do Disney+ Disney Gallery: The Mandalorian estrearia em 25 de dezembro de 2020. O especial de uma hora de duração contará com entrevistas com o elenco e a equipe de The Mandalorian e filmagens de bastidores para todos os oito episódios da segunda temporada.

## 
1. ↑  Thorne, Will (21 de abril de 2020). «'The Mandalorian' Season 3 Already in the Works at Disney Plus (Exclusive)». Variety. Consultado em 21 de abril de 2020. Cópia arquivada em 21 de abril de 2020
2. ↑  «The Mandalorian». Writers Guild of America West. Consultado em 21 de setembro de 2020
3. ↑  «Shows A-Z - mandalorian, the on disney plus». The Futon Critic. Consultado em 20 de setembro de 2020
4. ↑  Bonomolo, Cameron (8 de novembro de 2020). «Star Wars: The Mandalorian Season 2 Episode 4 "Chapter 12" Director Revealed». Comicbook.com. Consultado em 8 de novembro de 2020
5. ↑  D'Alessandro, Anthony (6 de maio de 2020). «'Star Wars: The Clone Wars' Jedi Master Dave Filoni On The Future Of Ahsoka Tano, 'Mandalorian' & 'Rebels'». Deadline Hollywood. Consultado em 8 de maio de 2020
6. 1 2 3 4 5 6 7 8 9 10 11 12 13 14 15  Hibberd, James (8 de setembro de 2020). «The Mandalorian exclusive: First look inside season 2». Entertainment Weekly. Consultado em 8 de setembro de 2020. Cópia arquivada em 8 de setembro de 2020
7. 1 2 3 4 5 6  Thorne, Will (30 de outubro de 2020). «'The Mandalorian' Season 2 Premiere: Is That 'Star Wars' Character Back From the Dead? And More Burning Questions». Variety. Consultado em 30 de outubro de 2020. Cópia arquivada em 30 de outubro de 2020
8. 1 2 3 4  Thorne, Will (4 de dezembro de 2020). «'The Mandalorian': Has Boba Fett Got His Mojo Back? And More Burning Questions From 'The Tragedy'». Variety. Consultado em 4 de dezembro de 2020. Cópia arquivada em 4 de dezembro de 2020
9. 1 2 3 4  Young, Brian (6 de novembro de 2020). «'The Mandalorian' Goes on a Wild, Funny and Icky Side Quest With "The Passenger"». /Film. Consultado em 6 de novembro de 2020. Cópia arquivada em 6 de novembro de 2020
10. 1 2 3 4 5 6  Thorne, Will (14 de novembro de 2020). «'The Mandalorian': Which 'Clone Wars' Character Joins the Action? And More Burning Questions From Episode 3». Variety. Consultado em 14 de novembro de 2020. Cópia arquivada em 14 de novembro de 2020
11. 1 2 3  Hibberd, James (19 de outubro de 2020). «The Mandalorian: New footage reveals a season 2 reunion». Entertainment Weekly. Consultado em 22 de outubro de 2020. Cópia arquivada em 22 de outubro de 2020
12. 1 2  Young, Brian (20 de novembro de 2020). «'The Mandalorian' Makes an Eventful, Action-Packed Pitstop With "The Siege"». /Film. Consultado em 20 de novembro de 2020. Cópia arquivada em 20 de novembro de 2020
13. 1 2 3 4 5  Young, Brian (27 de novembro de 2020). «'The Mandalorian' Comes with Major Revelations and More Questions in "The Jedi"». /Film. Consultado em 27 de novembro de 2020. Cópia arquivada em 27 de novembro de 2020
14. ↑  Young, Brian (12 de dezembro de 2020). «'The Mandalorian' Puts the Pieces in Place for an Explosive Season Finale With "The Believer"». /Film. Consultado em 12 de dezembro de 2020. Cópia arquivada em 12 de dezembro de 2020
15. 1 2 3  Fullerton, Huw (18 de dezembro de 2020). «The Mandalorian brings an iconic Jedi to screen again in the season two finale – but he looks a little different». RadioTimes. Consultado em 18 de dezembro de 2020. Cópia arquivada em 18 de dezembro de 2020
16. ↑  Chitwood, Adam (12 de julho de 2019). «Exclusive: Jon Favreau Says He's Already Writing and Pre-Shooting 'The Mandalorian' Season 2». Collider. Consultado em 12 de julho de 2019. Cópia arquivada em 12 de julho de 2019
17. ↑  Mitovitch, Matt (4 de fevereiro de 2020). «The Mandalorian Set for Early Return, Disney+ Marvel Slate Starts in August». TVLine. Consultado em 4 de fevereiro de 2020. Cópia arquivada em 4 de fevereiro de 2020
18. 1 2  «Rick Famuyiwa Set To Direct Episodes Of 'The Mandalorian' Season 2 (Exclusive)». DiscussingFilm. 21 de agosto de 2019. Consultado em 20 de março de 2020. Cópia arquivada em 20 de março de 2020
19. ↑  Hibberd, James (9 de setembro de 2019). «Jon Favreau plans to direct a 'Mandalorian' season 2 episode himself». Entertainment Weekly. Consultado em 10 de setembro de 2019. Cópia arquivada em 13 de setembro de 2019
20. ↑  Young, Bryan (22 de outubro de 2019). «Carl Weathers Explains Why He Joined The Mandalorian and His Star Wars Dreams». SyFy Wire. Consultado em 8 de maio de 2020. Cópia arquivada em 2 de novembro de 2019
21. 1 2  Anderton, Ethan (20 de março de 2020). «'The Mandalorian' Season 2 Bringing Back Dave Filoni to Direct Again». /Film. Consultado em 20 de março de 2020. Cópia arquivada em 20 de março de 2020
22. ↑  Hibberd, James (8 de maio de 2020). «Robert Rodriguez to direct The Mandalorian season 2 episode». Entertainment Weekly. Consultado em 8 de maio de 2020. Cópia arquivada em 8 de maio de 2020
23. ↑  Shepard, Jack; Scott, Darren (4 de dezembro de 2020). «The Mandalorian: Robert Rodriguez discusses directing one of the Star Wars show's best episodes yet». [SFX. GamesRadar+. Consultado em 4 de dezembro de 2020. Cópia arquivada em 4 de dezembro de 2020
24. ↑  Weintraub, Steve (9 de junho de 2020). «Bryce Dallas Howard on Directing 'Dads' and the 'Jurassic World: Dominion' Script». Collider. Consultado em 15 de setembro de 2020. Cópia arquivada em 9 de junho de 2020
25. 1 2  Sciretta, Peter (20 de março de 2020). «Star Wars Exclusive: 'The Mandalorian' Season 2 Casts Rosario Dawson as Ahsoka Tano». /Film. Consultado em 20 de março de 2020. Cópia arquivada em 20 de março de 2020
26. ↑  Couch, Aaron (20 de março de 2020). «'The Mandalorian' Casts 'Terminator' Star Michael Biehn». The Hollywood Reporter. Consultado em 20 de março de 2020. Cópia arquivada em 20 de março de 2020
27. ↑  Couch, Aaron; Kit, Borys (8 de maio de 2020). «'The Mandalorian': Temuera Morrison Returns to 'Star Wars' Universe to Play Boba Fett». The Hollywood Reporter. Consultado em 8 de maio de 2020. Cópia arquivada em 8 de maio de 2020
28. ↑  Purslow, Matt (4 de dezembro de 2020). «The Mandalorian Confirms Some Facts About a Fan Favorite Character». IGN. Consultado em 4 de dezembro de 2020. Cópia arquivada em 4 de dezembro de 2020
29. ↑  Sciretta, Peter (12 de maio de 2020). «Exclusive: 'The Mandalorian' Season 2 Recruits Katee Sackhoff to Play Bo-Katan in Live-Action». /Film. Consultado em 12 de maio de 2020. Cópia arquivada em 15 de maio de 2020
30. ↑  Kit, Borys (15 de maio de 2020). «Timothy Olyphant Joins 'The Mandalorian' (Exclusive)». The Hollywood Reporter. Consultado em 15 de maio de 2020. Cópia arquivada em 15 de maio de 2020
31. ↑  Sciretta, Peter (19 de maio de 2020). «Exclusive: Timothy Olyphant Will Wear Boba Fett's Iconic Armor in The Mandalorian Season 2». /Film. Consultado em 19 de maio de 2020. Cópia arquivada em 19 de maio de 2020
32. 1 2  Hall, Charlie (15 de setembro de 2020). «The Mandalorian season 2 trailer reveals a mysterious new character». Polygon. Consultado em 15 de setembro de 2020. Cópia arquivada em 15 de setembro de 2020
33. ↑  Thorne, Will (18 de dezembro de 2020). «'The Mandalorian' Finale: Which 'Star Wars' Character Makes a Shocking Cameo? And More Questions From the Epic Season 2 Finale». Variety. Consultado em 18 de dezembro de 2020. Cópia arquivada em 18 de dezembro de 2020
34. ↑  Young, Bryan (18 de dezembro de 2020). «'The Mandalorian' Concludes Its Second Season With an Emotional, Action-Packed Finale Full of Surprising Reveals». /Film. Consultado em 18 de dezembro de 2020. Cópia arquivada em 18 de dezembro de 2020
35. ↑  Disney Investor Day 2020 (Notas de mídia). The Walt Disney Company. 10 de dezembro de 2020.  Em cena em 1:18:50-1:18:58. Consultado em 12 de dezembro de 2020. Kathleen Kennedy: On The Mandalorian season two, we expanded StageCraft's capabilities further and built an even larger volume.
36. ↑  Perry, Spencer (12 de dezembro de 2020). «Lucasfilm Announces Three More StageCraft Studios Being Constructed Around the Globe». Comicbook.com. Consultado em 12 de dezembro de 2020. Cópia arquivada em 12 de dezembro de 2020
37. ↑  Hurley, Laura (22 de outubro de 2019). «The Mandalorian Season 2 Has Already Begun Filming». Cinema Blend. Consultado em 20 de março de 2020. Cópia arquivada em 22 de outubro de 2019
38. ↑  Chitwood, Adam (22 de outubro de 2018). «George Lucas Visits The Mandalorian Set in New Behind-the-Scenes Photo». Collider. Consultado em 22 de outubro de 2018. Cópia arquivada em 22 de outubro de 2018
39. ↑  Gemmill, Allie (9 de junho de 2020). «Exclusive: 'Extraction' Director Sam Hargrave Talks Upping the Action in 'The Mandalorian' Season 2». Collider. Consultado em 9 de junho de 2020. Cópia arquivada em 9 de junho de 2020
40. ↑  Vary, Adam B. (22 de outubro de 2020). «Pedro Pascal on Fame and 'The Mandalorian': 'Can We Cut the S— and Talk About the Child?'». Variety. Consultado em 22 de outubro de 2020. Cópia arquivada em 22 de outubro de 2020
41. ↑  Miller, Liz Shannon (9 de dezembro de 2019). «So, Who's Really Under the Mandalorian's Helmet?». Vulture. Consultado em 9 de dezembro de 2019. Cópia arquivada em 9 de dezembro de 2019
42. 1 2 3 4  Burlingame, Jon (22 de outubro de 2020). «As 'Mandalorian' Returns for Second Season, Composer Ludwig Goransson Hints at New Themes». Variety. Consultado em 2 de novembro de 2020. Cópia arquivada em 2 de novembro de 2020
43. ↑  «First Soundtrack Album for 'The Mandalorian' Season 2 Released». Film Music Reporter. 20 de novembro de 2020. Consultado em 18 de dezembro 2020. Cópia arquivada em 18 de dezembro de 2020
44. ↑  «'The Mandalorian' Chapters 13-16 Soundtrack Album Released». Film Music Reporter. 18 de dezembro de 2020. Consultado em 18 de dezembro de 2020. Cópia arquivada em 18 de dezembro de 2020
45. ↑  Whitbrook, James (19 de outubro de 2020). «The Mandalorian's New Teaser Ups the Stakes for Heroes and Villains Alike». io9. Consultado em 19 de outubro de 2020. Cópia arquivada em 19 de outubro de 2020
46. ↑  Jennings, Collier (22 de outubro de 2020). «Disney Kicks Off The Mandalorian's Mando Mondays With Digital Event». Comic Book Resources. Consultado em 6 de novembro de 2020. Cópia arquivada em 22 de outubro de 2020
47. 1 2  «The Mandalorian: Season 2 (2020)». Rotten Tomatoes. Consultado em 15 de novembro de 2020
48. ↑  «The Mandalorian: Season 2». Metacritic. Consultado em 2 de novembro de 2020
49. ↑  Anderton, Ethan (16 de dezembro de 2020). «'Disney Gallery: The Mandalorian' Season 2 is a One-Hour Behind-the-Scenes Special». /Film. Consultado em 16 de dezembro de 2020. Cópia arquivada em 16 de dezembro de 2020